# Marimba esmeraldeña
La marimba esmeraldeña es un instrumento de percusión tradicional de la Provincia de Esmeraldas en Ecuador. Alrededor de este instrumento se desarrollaron muchos géneros musicales tanto religiosos como seculares que son pieza central dentro de la cultura afroecuatoriana.  En el año 2015 fueron elegidos como Patrimonio Cultural Inmaterial de la Unesco.

## Historia

### Raíces africanas
La música tradicional afroecuatoriana se constituyó sobre la base de un equipo instrumental de origen claramente africano. Instrumentos de percusión y sonajeros: la marimba, el bombo, el cununo, el guasá, las maracas deben haber formado parte de la cultura material de algunas de las tribus originarias de la población negra que convergió en Esmeraldas. En su nuevo hábitat, los primeros negros llegados a esta región elaboraron, con nuevos materiales, sus instrumentos, y reeditaron sus cantos y sus bailes, con aportes de diversas etnias tribales y en consonancia con las nuevas situaciones históricas por las que debieron atravesar.
Los restantes instrumentos típicamente esmeraldeños tienen también un sinnúmero de referentes africanos. Solo por citar un ejemplo, entre los mismos Nodos se utiliza un tambor oblongo, muy simular al conuco. Del mismo modo, antecedentes africanos del bombo, del guasá y de las maracas se encuentran a través de todo el continente negro.
Las formas musicales propias de la música tradicional esmeraldeña sugieren también las raíces africanas. Su riqueza rítmica, lograda mediante la ejecución de instrumentos de percusión, así como también la estructura de la composición coral, que es un juego de propuestas, respuestas, y repeticiones, refuerza la naturaleza rítmica de los temas, son características cuya procedencia no admite mayor duda. Con el fundamento de los instrumentos señalados, de formas musicales y de elementos coreográficos africanos, el negro esmeraldeño creó sus propias manifestaciones.

### Cosmovisión y sincretismo

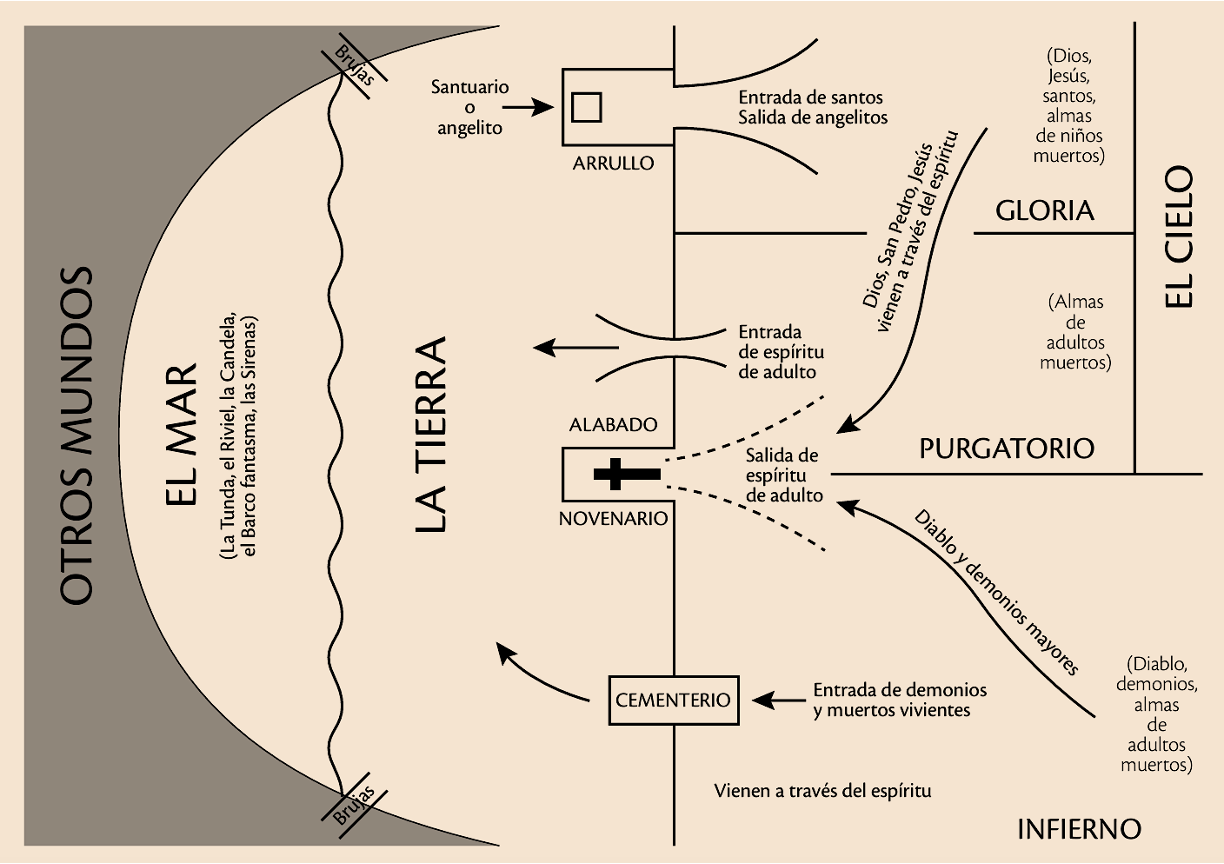
Cosmogonía tradicional de los afroecuatorianos

La musica es la forma en la que el pueblo afroecuatoriano mantuvo viva su cultura con el paso del tiempo. Los distintos géneros musicales, incluyendo los relacionados con la religión jugaban un papel importante en la articulación de la cultura sincrética que unía a razgos del catolicismo que se difundía a partir de los distintos intentos de evangelización, que empezaron tempranamente en el siglo XVI con el cura Hincapié, y continuaron durante toda la colonia, teniendo como protagonista incluso al hermano de Pedro Vicente Maldonado, José Antonio Maldonado; así como con su cosmovisión propia proveniente de África. Fueron para ello importantes los arrullos, alabados y novenarios, como parte de los actos litúrgicos con lo que se acompañaba a las almas cuando pasaban de la tierra al cielo o al infierno. Estos actos tenían como contexto el mar que servía de símbolo donde el río moría. En concreto, el río esmeraldas.

## La marimba como instrumento

### Estructura

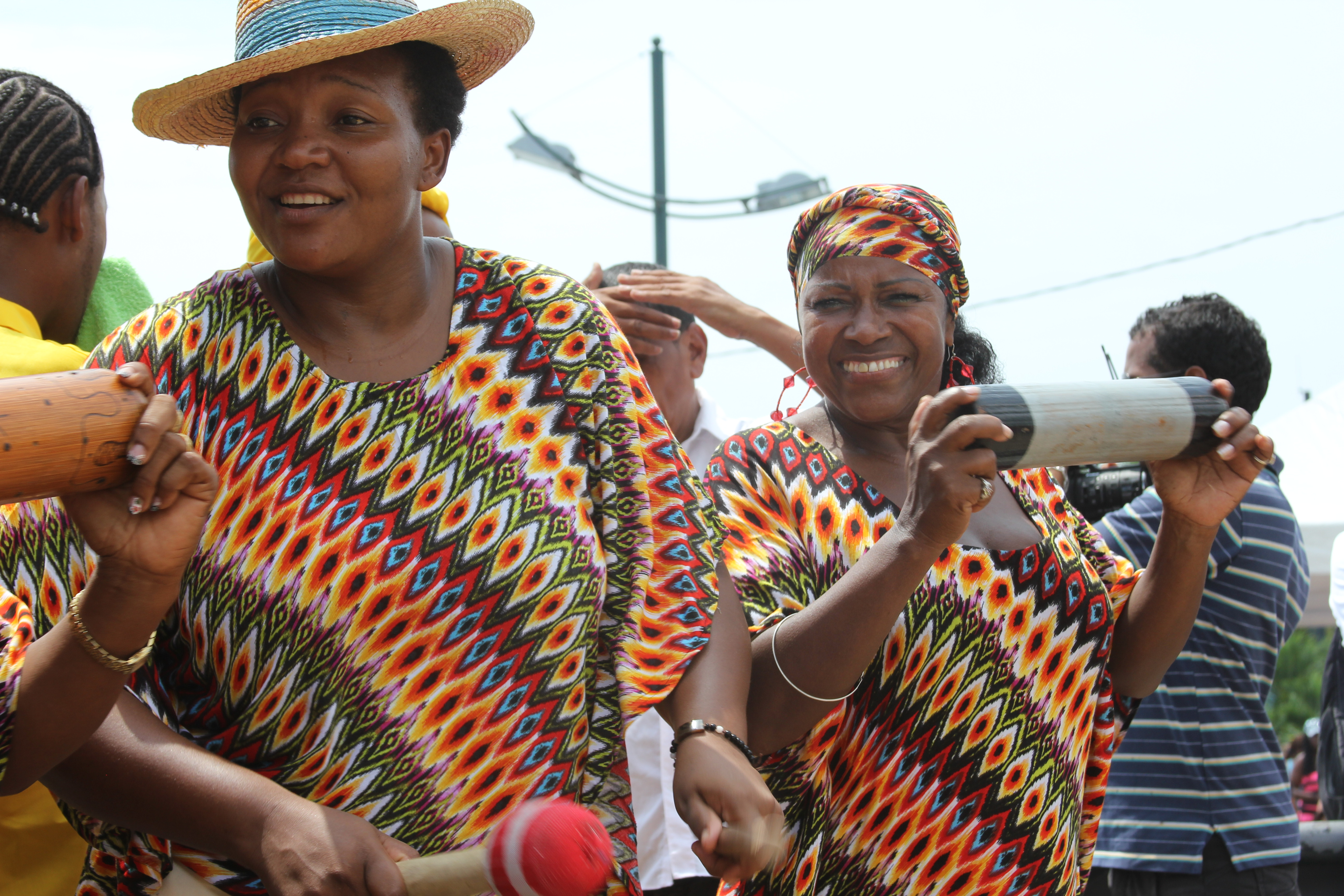
Afroecuatorianos tocando la marimba

La marimba esmeraldeña guarda notable similitud con una serie de xilófonos que se encuentran entre algunas tribus africanas, en especial con el rongo, instrumento utilizado por los Dogón pero cuyo origen se encontraría en la tribu de los Etoro. Ambos instrumentos muestran idéntica estructura y sus diferencias consisten principalmente en sus respectivos tamaños y en los materiales utilizados: el rongo es de menor longitud y tiene menos teclas que la marimba esmeraldeña y, por otra parte, las calabazas ahuecadas de aquel son reemplazadas en ésta por ‘tarros’ de caña guadúa, desempeñando ambos elementos la función de cajas de resonancia.

### Ejecución
La ejecución del rongo es realizada por un músico único, el que maneja dos tacos de cada mano logrando dar simultáneamente cuatro sonidos. La marimba esmeraldeña es interpretada a la vez por dos ejecutantes cada uno de los cuales utiliza un par de tacos, obteniéndose igualmente cuatro sonidos simultáneos.

### Orquesta marimbera
Alrededor de este instrumento se arma una orquesta que está integrada generalmente por “dos cununos, hembra y macho". Es decir dos tambores con forma de cono y que tienen un parche. Además se incluye "dos bombos o tamboras, hembra y macho", que son dos tambores cilíndricos de dos parches con aros. A esto se suma adicionalmente el palo que golpea sobre la madera y el mazo que golepea uno de los parches. A esta base de tambores se suman los instrumentos idiófonos como los guasás y maracas.

## Géneros musicales

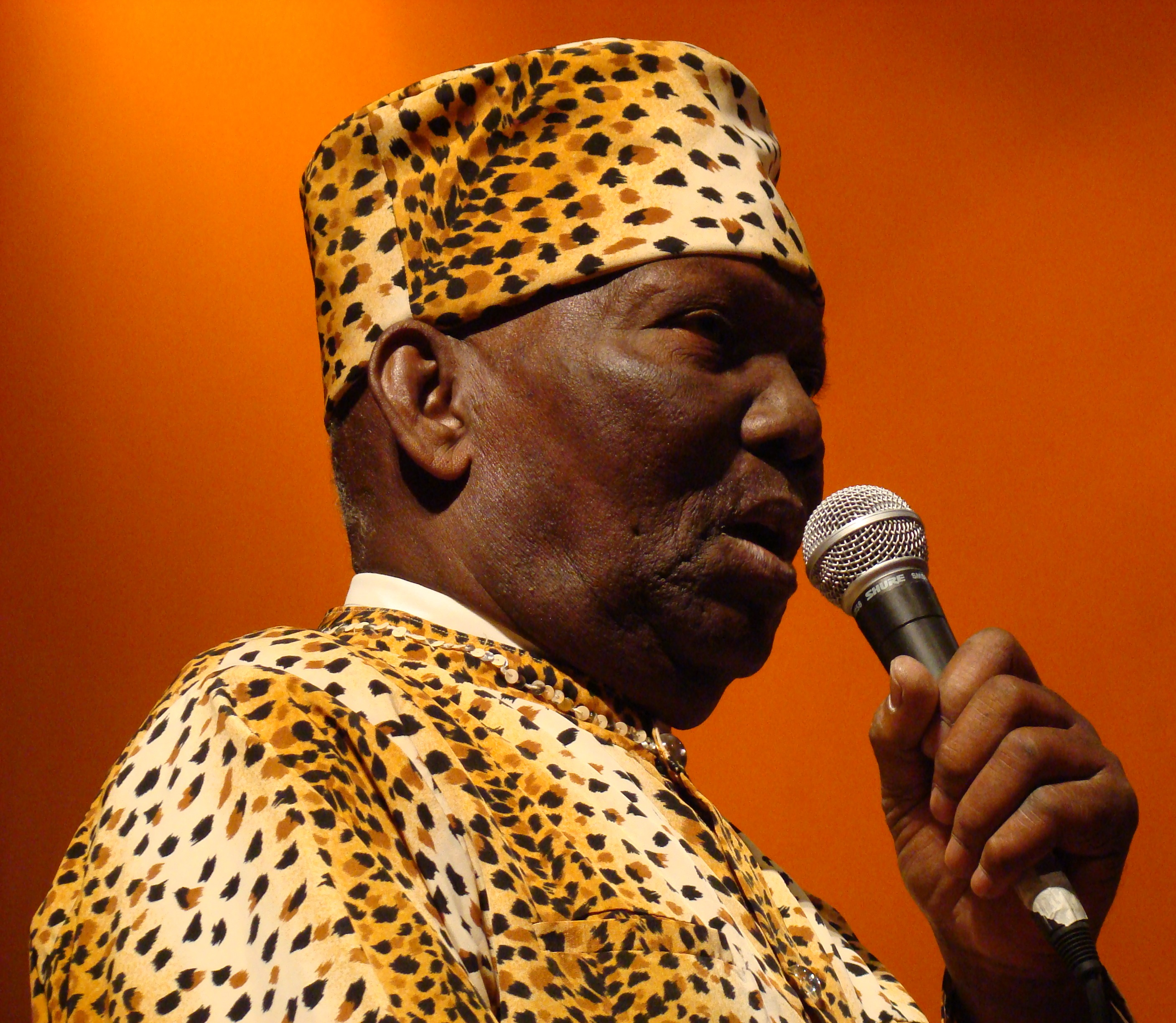
Papá Roncón

Surgieron básicamente dos grandes géneros de expresión musical: la música de marimba, de carácter profano, y las canciones, principalmente ‘arrullos’ de contenido religioso.Bajo estas dos categorías se desarrollaron muchos géneros como son:

### Principales géneros
- Arrullo: cantos dedicados a santos de acuerdo al santoral afroecuatoriano.
- Salves y Alabados: cantos tristes dedicados a la muerte de una persona adulta. También se dedican a un santo o en Semana Santa.
- Chigualos: canción dedicado a niños cuando mueren, como lamento de que no llegaron a la edad adulta.

### Otros géneros musicales

#### Cortejo
- Currulao: género principal conocido como Bambuco en Ecuador.
- Caderona: Danza que exalta la belleza de la mujer.
- Caramba: Danza en pareja o en grupo de hombres y mujeres

#### Profesiones
- Guabaleña: Música que narra la vida de las mujeres que cultivan guabas.
- Canoita: Género musical que exalta el valor de los pescadores y la navegación en canoas.
- Charifeña: Música que narra la vida y era usado por personas que buscaban oro en las minas.

#### Historias
- Fabriciano: Valentía de los hombres ante las guerras

- Torbellino: Peligro de que un niño se extravíe

#### Sacralidad del agua
- Agualarga: Sacralidad del agua, historias del día a día
- Sanjuanito negro: Interpretado en la fiesta de San Juan Bautista, para celebrar la sacralidad del Agua.
- Mapalé: Danza inspirada en del pez teleósteo Cathorops, al que se imita sus movimientos.

#### Otras fiestas
- Andarele: Interpretado para terminar la fiesta, con el verso "Andarele vamonó"
- Patacoré: danza religiosa relacionado con el diablo Patacoré.

## Músicos notables
La música al jugar un papel central dentro de la cultura afroecuatoriana ha tenido una lista importante de músicos. Dentro de los más destacados son:
- Papá Roncón
- Petita Palma
- Koral y Esmeralda
- Don Naza
- Tierra Negra de Esmeraldas
- Río Mira
- Grupo Manglar